# 宇宙開発

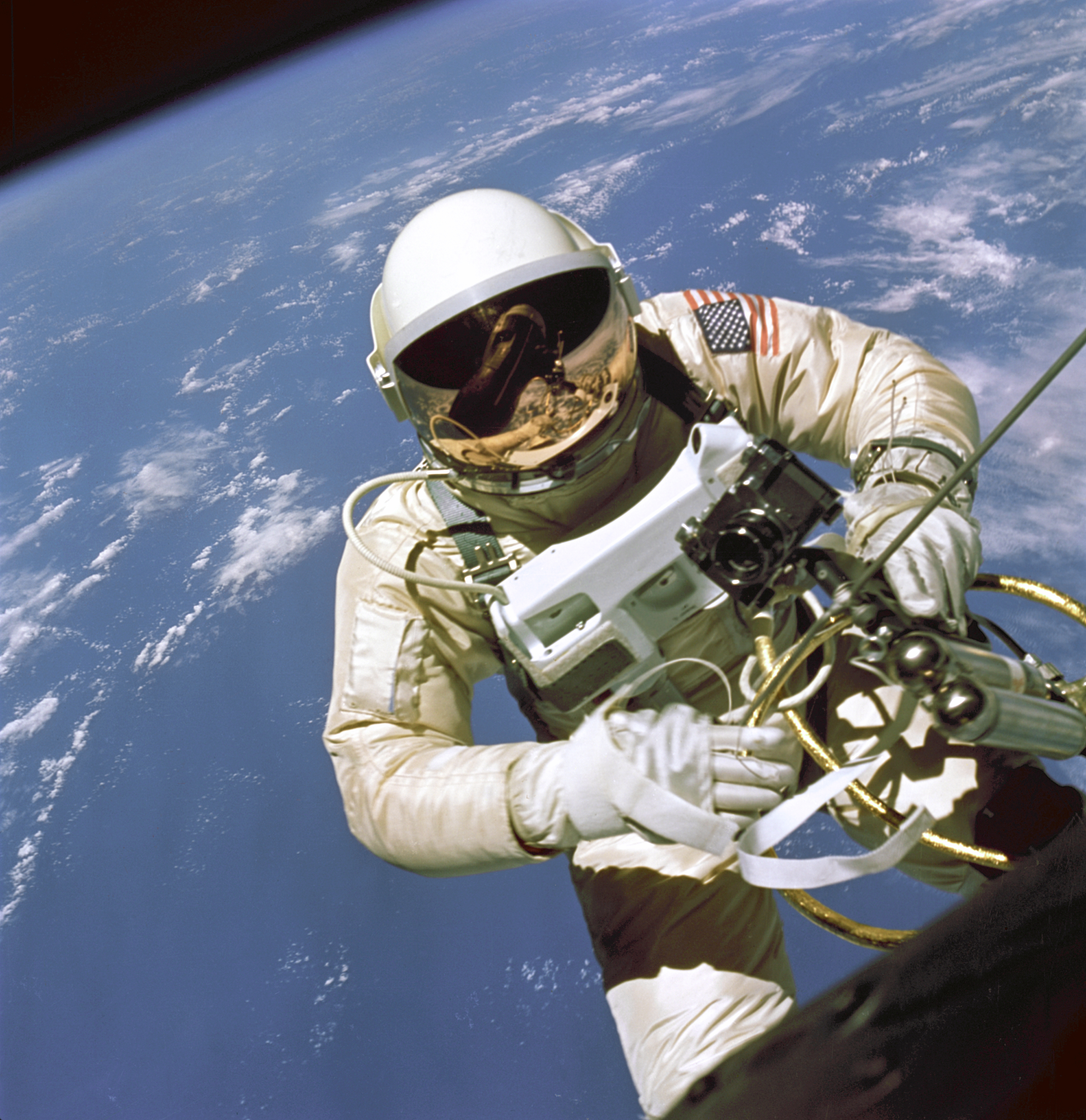
宇宙空間で作業を行う宇宙飛行士。

宇宙開発（うちゅうかいはつ、英語: space exploration）は、宇宙空間を人間の社会的な営みに役立てるため、あるいは人間の探求心を満たすために、宇宙に各種機器を送り出したり、さらには人間自身が宇宙に出て行くための活動全般をいう。

## 歴史

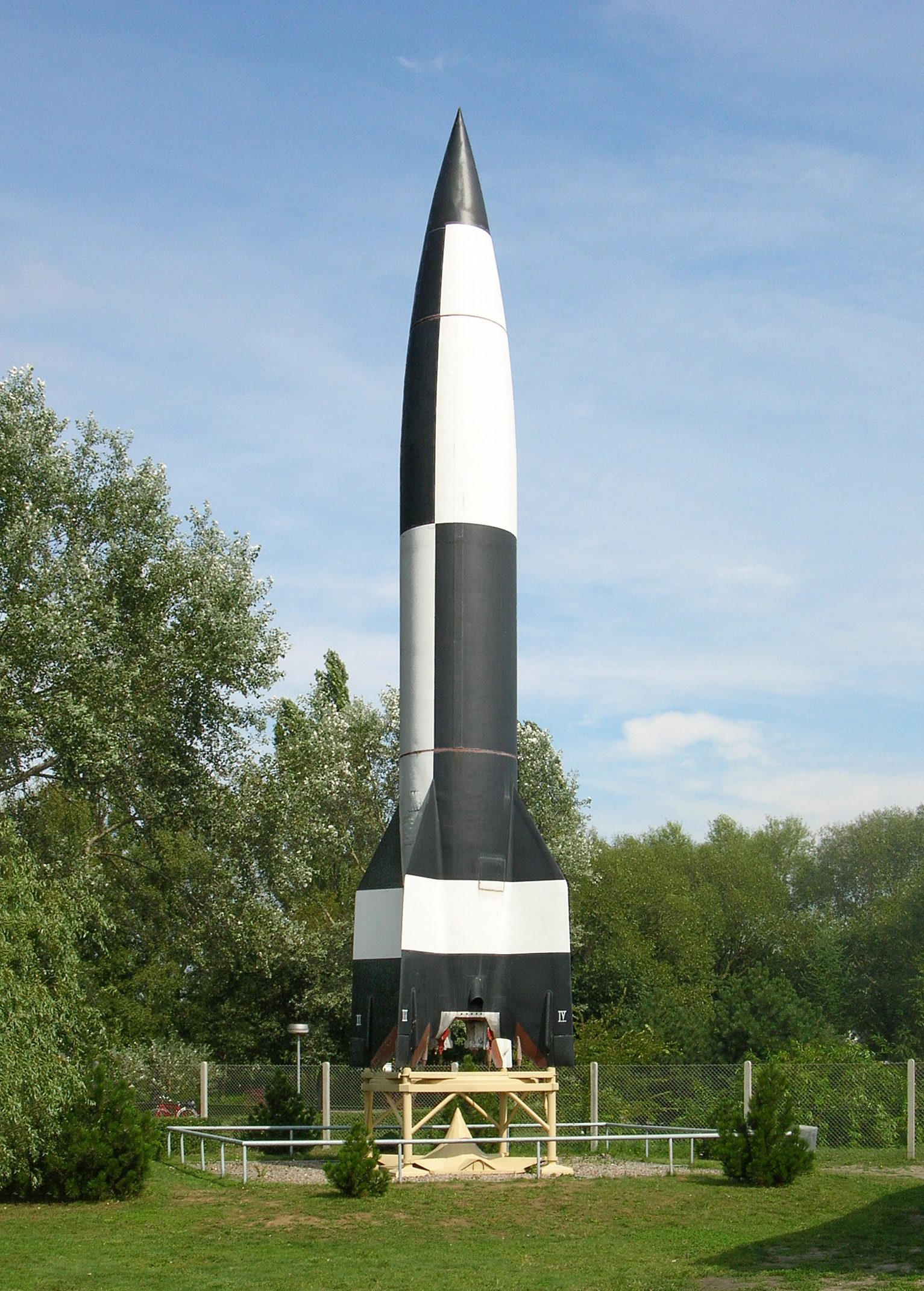
各国のロケットの祖となるV2ロケット。

人類が宇宙空間へ進出する宇宙開発の構想としては、19世紀にはSF作家のジュール・ヴェルヌの小説に描かれた砲弾宇宙旅行などがあるが、実現化を目指した研究として、1903年にはロシアのコンスタンチン・ツィオルコフスキーが、液体燃料型多段式ロケットや人工衛星、惑星への殖民など宇宙開発の基礎技術を提言した。アメリカでは1926年に、ロバート・ゴダードによる液体燃料ロケット打ち上げが成功している。ドイツでは、1923年にヘルマン・オーベルトがロケット推進に関する実証的理論を提言し、1927年には財団法人としてVfR（宇宙旅行協会）が設立される。
その後、世界恐慌などの影響で宇宙開発の研究は資金不足に陥る。宇宙旅行協会も1934年には散会するが、ドイツでは1929年に陸軍兵器局がロケット兵器の開発に着手し、協会にも所属していたヴェルナー・フォン・ブラウンやオーベルトらが中心となり、1942年には液体燃料を使ったロケット兵器の開発に成功。第二次世界大戦においてはV2ロケットなどが実戦でも使用された。大戦におけるドイツの敗色が濃厚になると、フォン・ブラウンらロケット技術者はアメリカへ投降し、原子爆弾の開発でアメリカに遅れをとっていたソ連も科学者やロケットの実物や資料などを接収し、ドイツで培われたロケット技術は戦勝国へ引き継がれた。

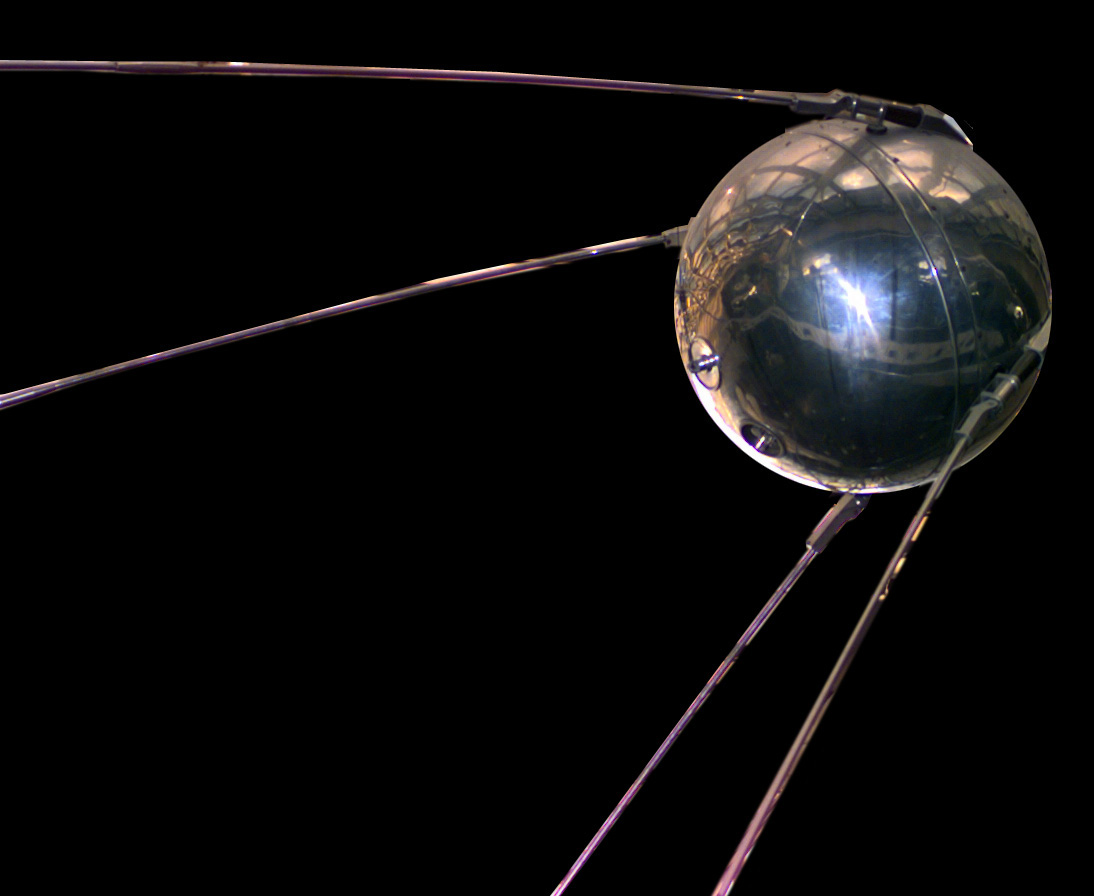
世界初の人工衛星スプートニク1号。

第二次大戦後には、米ソ両国が冷戦状態になると、国家的プロジェクトとして弾道ミサイルや人工衛星など、軍事的利用が可能な技術の研究が競われる宇宙開発競争となる。人工衛星の実現による通信網の拡大は民間事業においても期待されており、アメリカは海軍主導のヴァンガード計画に基づき1955年7月に、ソ連は8月にそれぞれ人工衛星の打ち上げを宣言。アメリカが技術的問題に直面しているなか、ソ連は1957年10月に人工衛星スプートニク1号、11月には犬を乗せたスプートニク2号に成功し、アメリカに対して技術的優位を見せ付ける。アメリカは12月にヴァンガード1号の打ち上げを実行するが失敗し、ソ連の衛星打ち上げの成功はアメリカの安全保障を脅かすと懸念され、スプートニク・ショックが走った。アメリカではヴァンガード計画を改め、1958年にはNASAが設立され、1月にはジュノーI型の打ち上げに成功した。それから米ソは、世界初の成果を上げるために激しく争うことになる。

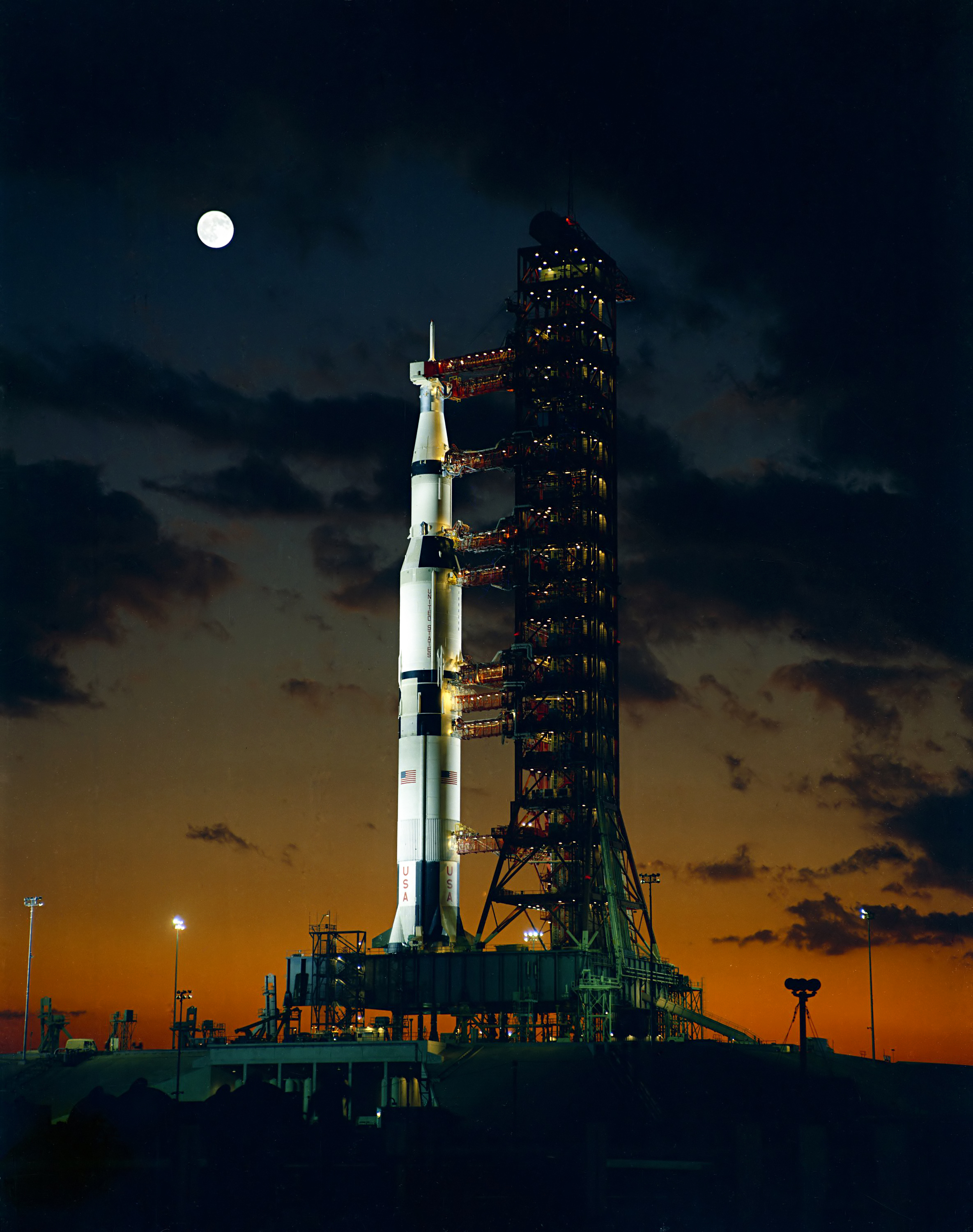
月を目指すサターンVロケット。

ソ連は有人宇宙飛行や月・惑星への探査機着陸など、世界初の偉業をことごとく独占した。しかし、有人月面着陸ではアメリカのアポロ計画が先行した。アポロ計画は巨額の資金が必要であり、政治家などから多くの反対を受けたが、世論の強い支持を得て計画は推進された。1969年7月20日にはアポロ11号が世界初の有人月面着陸に成功し、宇宙開発競争は頂点を迎え、21世紀に向けて楽観的な未来予測がされた。

## 国別ロケット打上げ数・成功率
世界のロケット打上げ累計機数は、2011年末時点で5,171機。その内、成功したのは4,731機で、成功率は91.5%である。
- 国・地域・国際機関・多国籍企業別累計ロケット打上げ機数（2011年末）

| 順位 | 打上げ国              | 機数  | 成功数 | 成功率 |
| ---- | --------------------- | ----- | ------ | ------ |
| 1    | ソビエト連邦 / ロシア | 2,962 | 2,762  | 93.2%  |
| 2    | アメリカ合衆国        | 1,482 | 1,313  | 88.6%  |
| 〇   | ESRO / ESA            | 210   | 195    | 92.9%  |
| 〇   | 多国籍企業            | 202   | 193    | 95.5%  |
| 3    | 中華人民共和国        | 164   | 149    | 90.9%  |
| 4    | 日本                  | 88    | 76     | 86.4%  |
| 5    | インド                | 35    | 25     | 71.4%  |
| 6    | フランス              | 12    | 9      | 75.0%  |
| 7    | イスラエル            | 8     | 6      | 75.0%  |
| 8    | イギリス              | 2     | 1      | 50.0%  |
| 9    | イラン                | 2     | 2      | 100%   |
| 10   | ブラジル              | 2     | 0      | 0%     |
| 11   | 韓国                  | 2     | 0      | 0%     |

## 国別衛星・宇宙船打上げ個数
世界の衛星・宇宙船等打上げ累計個数は、2024年1月4日時点で17,263個である。2020年5月時点で低軌道（LEO）衛星・宇宙船の数は5232個、中軌道（MEO）衛星・宇宙船の数は383個、対地同期軌道（GEO）衛星・宇宙船の数は880個、他の衛星・宇宙船の数は647個である。
- 国・地域・国際機関・多国籍企業別累計衛星打上げ個数（2020年5月）

| 順位 | 打上げ国              | 個数  |
| ---- | --------------------- | ----- |
| 1    | ソビエト連邦 / ロシア | 3,772 |
| 2    | アメリカ合衆国        | 2,759 |
| 3    | 中華人民共和国        | 535   |
| 4    | 日本                  | 266   |
| ?    | グローバルスター      | 84    |
| 〇   | インテルサット        | 81    |
| 〇   | ESRO / ESA            | 71    |
| 5    | フランス              | 109   |
| 6    | ドイツ                | 64    |
| 〇   | SES                   | 55    |
| 〇   | ユーテルサット        | 49    |
| 7    | イギリス              | 44    |
| 8    | カナダ                | 42    |
| 9    | イタリア              | 33    |
| 10   | スペイン              | 20    |

## 各国の宇宙開発機関
- アメリカ航空宇宙局 (NASA)
- ロスコスモス (Roscosmos)
- 宇宙航空研究開発機構 (JAXA)
- 欧州宇宙機関 (ESA)
- 中国国家航天局 (CNSA)
- インド宇宙研究機関 (ISRO)